# Phare de Ponta Cais
Le phare de Ponta Cais est un phare situé à l'extrême nord de l'île de Maio, l'une des îles du groupe des Sotavento, au Cap-Vert.
Ce phare géré par la Direction de la Marine et des Ports (Direcção Geral de Marinha e Portos ou DGMP) .

## Histoire
Ponta Cais est la pointe nord de l'île, à environ 8 km au nord du village de Cascabulho et à 22 km de la capitale de Vila do Maio.

## Description
C'est une tour carrée en fonte, avec lanterne, de 7 m de hauteur.
Il émet, à une hauteur focale de 14 m, un éclat blanc rouge par période de sept secondes. Sa portée nominale est de 10 milles marins (environ 19 km).
Identifiant : ARLHS : CAP-011 ; PT-2118 - Amirauté : D2874 - NGA : 113-24202 .

### Lien connexe
- Liste des phares au Cap-Vert